# Stolpe (Schleswig-Holstein)
Pour les articles homonymes, voir Stolpe.
Stolpe est une commune allemande du Schleswig-Holstein, située dans l'arrondissement de Plön, entre les villes de Plön et Neumünster. Stolpe est l'une des huit communes de l'Amt Bokhorst-Wankendorf dont le siège est à Wankendorf.

## Personnalités liées à la ville
- Anne-Constance de Brockdorff (1680-1765), favorite née à Depenau.